# Экстрапоинт
Экстрапоинт (англ. Extra point)(также называемый: очко после тачдауна, одно-очковая конверсия) — действие команды нападения в американском футболе и канадском футболе. Экстрапоинт — это филд-гол с очень короткого расстояния. В большинстве случаев команда забивает экстрапоинт. Экстрапоинт хоть и стоит одно очко, но бывали случаи, когда из-за незабитого экстрапоинта команда проигрывала матч.

## История
На заре американского футбола экстрапоинт не являлся набором очка после тачдауна. Экстрапоинт чаще всего использовали как штрафной удар, который использует команда нападения для того чтобы набрать очки. Чем дальше находилась точка пробития, тем больше очков получала команда. В итоге команда могла набрать экстрапоинтом больше очков чем тачдауном. Экстрапоинт пришел в американский футбол из регби. В начале XX века тачдауны становились более важными, а стоимость экстрапоинта была уменьшена до одного очка. Стоимость тачдауна была пять очков (тачдаун был повышен до шести очков в 1912 году, а в канадском футболе в 1956 году).

## Правила пробития

### NCAA и средняя школа
Средняя школа и NCAA пробивали экстрапоинты с расстояние в 1, 2 или 3 ярда. Это зависело от штата и погодных условий (чаще всего снега). Во всех штатах и NCAA, время не идет во время исполнения экстрапоинт (также как во время двухочковой попытки). Овертайм в NCAA устроен таким образом, что, не забитый экстрапоинт легко может проиграть команде игру (так как обе команды скорее всего смогут сделать тачдаун). Начиная с третьего овертайма (в NCAA) экстрапоинты не пробиваются, а вместо них идет двух-очковая попытка. Правила NCAA гласят, что, экстрапоинт должен быть пробит в любом случае. Если команда выигрывает в одно или два очка, а время матча вышло, то скорее всего, игрок нападения просто сядет на колено, чтобы предотвратить блок экстрапоинта и возможный возврат в тачдаун.

### Национальная футбольная лига
до 2015 года
До 2015 года в НФЛ, экстрапоинты пробивались с двух-ярдовой линии (20-ярдовый филд-гол). В канадском футболе экстрапоинт пробивался с пяти-ярдовой линии (12-ярдовый филд-гол).
с 2015 года
НФЛ переместила точку пробития экстрапоинта на 15-ярдовую линию (33-ярдовый филд-гол). В канадском футболе экстрапоинт пробивался с такой же дистанции. Канадская лига с 2018 года позволяет команде выбирать: пробивать экстрапоинт или нет.

## Важные не забитые экстрапоинты
Экстрапоинт стоит одно очко, но так как большинство экстрапоинтов забивается, промах может повлиять на исход игры:
- В 2003 году «Нью-Орлеан Сэйнтс» проиграли «Джэксонвилл Джагуарс» со счетом 20-19, когда их кикер промазал экстрапоинт.
- 21 октября 2018 года, кикер «Балтимор Рэйвенс» не попал экстрапоинт и тем самым обеспечил победу Нью-Орлеанса.
- 11 ноября 1979 года два промаха кикера «Нью-Йорк Джетс» были решающими и его команда проиграла Баффало Биллс со счетом 14-12.
- В 2005 году «Грин-Бей Пэкерс» проиграл «Тампа-Бэй Бакканирс» (со счетом 17-16) поле промаха их кикера.

## Блокировка экстрапоинта в тачдаун
За всю историю НФЛ лишь два раза команда защиты блокировала экстрапоинт и возвращала мяч в тачдаун. 

### 2015
Первый раз это произошло 6 декабря 2015 года, когда игрок «Нью-Орлеан Сэйнтс» заблокировал удар «Каролины Пэнтерс», а его товарищ по команде подобрал мяч и добежал до тачдауна.

### 2021
30 ноября 2021, игрок Сиэтл Сихокс заблокировал экстрапоинт, в матче против Вашингтон Футбол Тим, а его партнëр подобрал мяч и, пробежав всё поле, дал Сиэтлу два очка. Этот матч транслировался ESPN, что сделало это первым случаем возвращения экстрапоинта в тачдаун в матче в прайм-тайм. В России игру транслировал Viasat Sport, что сделало это первым случаем возвращения экстрапоинта в тачдаун в матче, который транслировался в России в прямом эфире.